# Fed Cup 2007
La Fed Cup 2007 è stata la 45ª edizione del più importante torneo tennistico per nazionali femminili. Hanno partecipato alla competizione 74 nazionali. La finale si è giocata al Luzhniki Palace of Sports di Mosca in Russia tra il 15 e il 16 settembre e la Russia ha battuto l'Italia.

## World Group
| Squadre partecipanti | Squadre partecipanti | Squadre partecipanti | Squadre partecipanti |
| Belgio               | Cina                 | Francia              | Italia               |
| Giappone             | Russia               | Spagna               | Stati Uniti          |
| -------------------- | -------------------- | -------------------- | -------------------- |

### Tabellone
|  | Quarti di finale | Quarti di finale | Quarti di finale |             |             | Semifinali | Semifinali | Semifinali |  |  | Finale | Finale | Finale |  |
|  |                  |                  |                  |             |             |            |            |            |  |  |        |        |        |  |
|  | S                | Belgio           | 0                |             |             |            |            |            |  |  |        |        |        |  |
|  | S                | Belgio           | 0                |             |             |            |            |            |  |  |        |        |        |  |
|  |                  | Stati Uniti      | 5                |             |             |            |            |            |  |  |        |        |        |  |
|  |                  | Stati Uniti      | 5                | Stati Uniti | Stati Uniti | 2          |            |            |  |  |        |        |        |  |
|  |                  |                  |                  | Stati Uniti | Stati Uniti | 2          |            |            |  |  |        |        |        |  |
|  |                  |                  | Russia           | Russia      | 3           |            |            |            |  |  |        |        |        |  |
|  | S                | Russia           | Russia           | Russia      | 3           | 5          |            |            |  |  |        |        |        |  |
|  | S                | Russia           |                  |             |             |            |            |            |  |  |        |        |        |  |
|  |                  | Spagna           | 0                |             |             |            |            |            |  |  |        |        |        |  |
|  |                  | Spagna           | 0                | Russia      | Russia      | 4          |            |            |  |  |        |        |        |  |
|  |                  |                  |                  |             |             |            |            |            |  |  |        |        |        |  |
|  |                  |                  | Italia           | Italia      | 0           |            |            |            |  |  |        |        |        |  |
|  |                  | Giappone         | Italia           | Italia      | 0           | 0          |            |            |  |  |        |        |        |  |
|  |                  |                  |                  |             |             | 0          |            |            |  |  |        |        |        |  |
|  | S                | Francia          | 5                |             |             |            |            |            |  |  |        |        |        |  |
|  | S                | Francia          | 5                |             | Francia     | Francia    | 2          |            |  |  |        |        |        |  |
|  |                  |                  |                  |             | Francia     | Francia    | 2          |            |  |  |        |        |        |  |
|  |                  |                  | Italia           | Italia      | 3           |            |            |            |  |  |        |        |        |  |
|  |                  | Cina             | Italia           | Italia      | 3           | 0          |            |            |  |  |        |        |        |  |
|  |                  |                  |                  |             |             | 0          |            |            |  |  |        |        |        |  |
|  | S                | Italia           | 5                |             |             |            |            |            |  |  |        |        |        |  |

Le perdenti del primo turno accedono ai Play-off con i vincitori del World Group II.

### Finale
| Russia 4 | Luzhniki Palace of Sports, Mosca, Russia 15 settembre - 16 settembre 2007 Cemento (indoor) | Luzhniki Palace of Sports, Mosca, Russia 15 settembre - 16 settembre 2007 Cemento (indoor) | Italia 0 |     |     |             |
| \| \| \| \| 1 \| 2 \| 3 \| \| \| - \| \| ------------------------------------------------------------- \| --- \| --- \| --- \| ----------- \| \| 1 \| \| Anna Čakvetadze Francesca Schiavone \| 6 4 \| 4 6 \| 6 4 \| \| \| 2 \| \| Svetlana Kuznecova Mara Santangelo \| 6 1 \| 6 2 \| \| \| \| 3 \| \| Svetlana Kuznecova Francesca Schiavone \| 4 6 \| 7 6 \| 7 5 \| \| \| 4 \| \| Elena Vesnina Mara Santangelo \| 6 2 \| 6 4 \| \| \| \| 5 \| \| Nadia Petrova / Elena Vesnina Mara Santangelo / Roberta Vinci \| \| \| \| non giocato \| |                                                                                            |                                                                                            |          |     |     |             |
| |                                                                                            |                                                                                            | 1        | 2   | 3   |             |
| 1 | Russia (bandiera) · Italia (bandiera)                                                      | Anna Čakvetadze Francesca Schiavone                                                        | 6 4      | 4 6 | 6 4 |             |
| 2 | Russia (bandiera) · Italia (bandiera)                                                      | Svetlana Kuznecova Mara Santangelo                                                         | 6 1      | 6 2 |     |             |
| 3 | Russia (bandiera) · Italia (bandiera)                                                      | Svetlana Kuznecova Francesca Schiavone                                                     | 4 6      | 7 6 | 7 5 |             |
| 4 | Russia (bandiera) · Italia (bandiera)                                                      | Elena Vesnina Mara Santangelo                                                              | 6 2      | 6 4 |     |             |
| 5 | Russia (bandiera) · Italia (bandiera)                                                      | Nadia Petrova / Elena Vesnina Mara Santangelo / Roberta Vinci                              |          |     |     | non giocato |

## World Group Play-offs
Date: 14-15 luglio
| Impianto (superficie)                      | Squadra ospitante | Punteggio | Squadra ospite |
| ------------------------------------------ | ----------------- | --------- | -------------- |
| Linz, Austria (Terra)                      | Austria           | 1–4       | Israele        |
| Knokke-Heist, Belgio (Terra)               | Belgio            | 1–4       | Cina           |
| Toyota, Aichi, Giappone (Sintetico indoor) | Giappone          | 2–3       | Germania       |
| Palafrugell, Spagna (Terra)                | Spagna            | 4–1       | Rep. Ceca      |

- Germania ed Israele promosse al World Group della Fed Cup 2008.
- Cina e Spagna rimangono nel World Group della Fed Cup 2008.
- Austria e Repubblica Ceca rimangono nel World Group II della Fed Cup 2008.
- Belgio e Giappone retrocesse al World Group II della Fed Cup 2008.

## World Group II
Date: 21-22 aprile
| Impianto (superficie)               | Squadra ospitante | Punteggio | Squadra ospite |
| ----------------------------------- | ----------------- | --------- | -------------- |
| Bratislava, Slovacchia (Terra)      | Slovacchia        | 0-5       | Rep. Ceca      |
| Fürth, Germania (Terra)             | Germania          | 4-1       | Croazia        |
| Kamloops, Canada (Sintetico indoor) | Canada            | 2-3       | Israele        |
| Dornbirn, Austria (Terra indoor)    | Austria           | 4-1       | Australia      |

Le squadre vincenti avanzano nel World Group Play-offs, le squadre perdenti giocano nel World Group II Play-offs.

## World Group II Play-offs
Le 4 squadre sconfitte nel World Group II disputano i play-off contro le 4 squadre qualificate dai rispettivi gruppi zonali. Le vincitrici sono incluse nel World Group II dell'edizione successiva.
Data: 14-15 luglio
| Impianto (superficie)               | Squadra ospitante | Punteggio | Squadra ospite |
| ----------------------------------- | ----------------- | --------- | -------------- |
| Ashmore, Australia (hard)           | Australia         | 1-4       | Ucraina        |
| Córdoba, Argentina (Terra)          | Argentina         | 4-1       | Canada         |
| Spalato, Croazia (Terra)            | Croazia           | 3-2       | Taipei cinese  |
| Košice, Slovacchia (Cemento indoor) | Slovacchia        | 4-1       | Serbia         |

- Argentina ed Ucraina promossa al World Group II della Fed Cup 2008.
- Croazia e Slovacchia rimangono in World Group II della Fed Cup 2008.
- Taipei Cinese  (AO) e Serbia (EA) rimangono nel Gruppo I della Fed Cup 2008.
- Australia (AO) e Canada (Am) retrocesse nel Gruppo I della Fed Cup 2008.

## Zona Americana

### Gruppo I
Squadre partecipanti
- Argentina — promossa al World Group II Play-offs
- Brasile
- Cile — retrocessa nel Gruppo II della Fed Cup 2008
- Colombia
- Rep. Dominicana — retrocessa nel Gruppo II della Fed Cup 2008
- Messico
- Porto Rico

### Gruppo II
Squadre partecipanti
- Barbados
- Bermuda
- Bolivia
- Ecuador
- Guatemala
- Honduras
- Paraguay — promossa al Gruppo I della Fed Cup 2008
- Trinidad e Tobago
- Uruguay — promossa al Gruppo I della Fed Cup 2008

## Zona Asia/Oceania

### Gruppo I
Squadre partecipanti
- Taipei cinese — promossa al World Group II Play-offs
- Hong Kong
- India
- Giordania
- Kazakistan
- Nuova Zelanda
- Singapore
- Corea del Sud
- Thailandia
- Uzbekistan

## Zona Europea/Africana

### Gruppo I
Squadre partecipanti
- Bielorussia
- Bulgaria
- Danimarca
- Estonia — retrocessa nel Gruppo II della Fed Cup 2008
- Regno Unito
- Ungheria
- Lituania — retrocessa nel Gruppo II della Fed Cup 2008
- Lussemburgo
- Paesi Bassi
- Polonia
- Romania
- Serbia — promossa al World Group II Play-offs
- Slovenia
- Svezia
- Svizzera
- Ucraina — promossa al World Group II Play-offs

### Gruppo II
Squadre partecipanti
- Bosnia ed Erzegovina
- Finlandia — retrocessa nel Gruppo III della Fed Cup 2008
- Georgia — promossa al Gruppo I della Fed Cup 2008
- Grecia
- Norvegia — retrocessa nel Gruppo III della Fed Cup 2008
- Portogallo — promossa al Gruppo I della Fed Cup 2008
- Sudafrica

### Gruppo III
Squadre partecipanti
- Azerbaigian
- Egitto
- Irlanda — promossa al Gruppo II della Fed Cup 2008
- Lettonia
- Liechtenstein
- Malta
- Mauritius
- Moldavia
- Montenegro
- Turchia — promossa al Gruppo II della Fed Cup 2008